# Vuelo 8303 de Pakistan International Airlines
El vuelo 8303 de Pakistan International Airlines fue un vuelo nacional de Pakistan International Airlines (PIA) que se estrelló el 22 de mayo de 2020 en una zona residencial densamente poblada de Karachi. El número de personas a bordo inicialmente no estaba claro, pero se creía que transportaba entre 90 y 99 pasajeros. Finalmente se reveló que 98 personas fallecieron en el accidente y que dos personas fueron rescatadas con vida.

## Aeronave

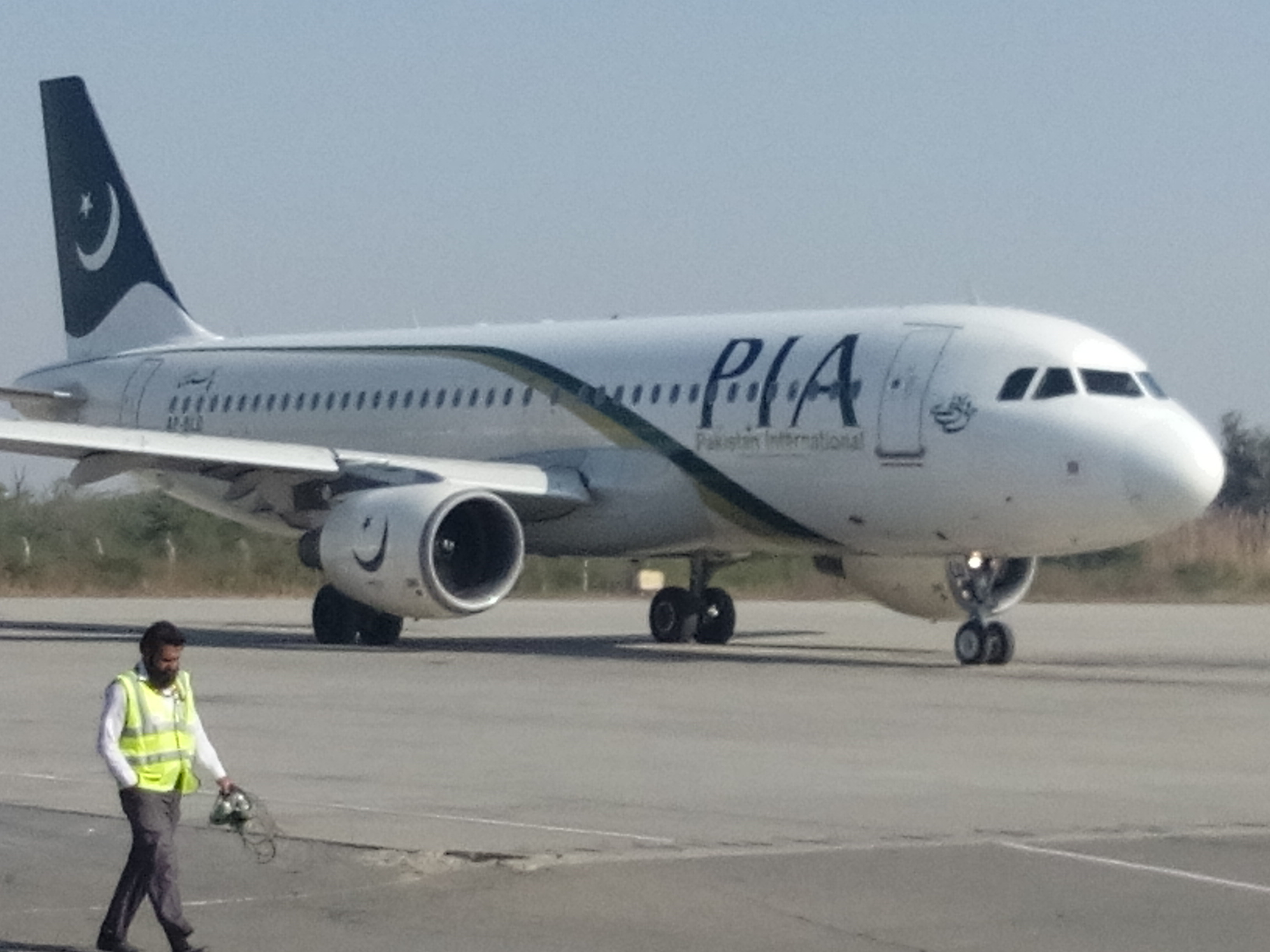
El avión accidentado en diciembre de 2015.

El avión era un Airbus A320-214, registro AP-BLD, que fue construido en 2004 y operado por China Eastern Airlines como B-6017 entre 2004 y 2014. Pakistan International Airlines luego arrendó el avión a GE Capital Aviation Services el 31 de octubre de 2014.

## Accidente
El vuelo, pilotado por el capitán Sajjad Gul, despegó de Lahore a las 13:05 hora local (08:05 UTC). Estaba cerca del final de su viaje de 90 minutos, cuando se estrelló alrededor de las 14:45 hora local (09:45 UTC) sobre Model Colony, a unos 1360 m del umbral de la pista 25L del aeropuerto. Se sabía que el accidente había dañado edificios en el área, algunos de los cuales se incendiaron. El avión parece haber estado con fuego  en sus alas antes de estrellarse contra los tejados.
Alrededor de las 14:32, el vuelo informó al controlador de tránsito aéreo de la torre Karachi que descendían de 3500 a 3000 pies y establecieron contacto con el ILS de la pista 25L. El controlador respondió: «copiado, gira a la izquierda rumbo 180». Debido a que eso los alejaría de la aproximación ILS, el vuelo respondió: «Señor, estamos establecidos en ILS 25L». El controlador de la torre luego declaró que estaban a cinco millas del aterrizaje y posteriormente despejó el vuelo para aterrizar.
A las 14:39, el piloto comunicó por radio con el control de tránsito aéreo para informar que habían «perdido motores» y, posteriormente, declaró un mayday poco antes de que se perdiera el contacto, mientras que el controlador aéreo le dijo al piloto que tenía dos pistas disponibles a su disposición. Dawn informó que, según el oficial ejecutivo de PIA, Arshad Malik, «el piloto le dijo a la sala de control que había un problema técnico y decidió dar la vuelta en lugar de aterrizar a pesar de que dos pistas estaban listas para aterrizar». Los primeros informes sugirieron que las calles estrechas y callejones que componen el área inhibieron los servicios de rescate. El ISPR —el servicio de inteligencia paquistaní— informó que fuerzas especiales estaban en el área y habían establecido un cordón; incluyeron la Fuerza de Reacción Rápida del Ejército y los Rangers de Sindh Pakistán. Sin embargo, algunas imágenes de vídeo fueron capturadas. CBS News describió el metraje de GEO TV, que mostraba  «a un equipo de emergencia tratando de llegar a la escena a través de los escombros, con llamas aún visibles en el fondo. Otros mostraban enormes nubes de humo negro ondeando entre los apretados edificios en el barrio residencial».
Se informó que varias víctimas eran residentes de la Colonia Modelo.

## Investigación
Una cámara de seguridad grabó el impacto. Airbus anunció que están brindando asistencia para la investigación. Después del accidente, se encontraron la grabadora de datos de vuelo (FDR) y la grabadora de voz de la cabina (CVR) y se entregaron a la mesa de investigación.
Se informó que un informe de investigación preliminar, publicado por la CAA, decía que los motores habían raspado la pista tres veces en el primer intento del piloto de aterrizar, causando fricción y chispas. Los contactos con la pista pueden haber causado posibles daños al tanque de aceite de los motores y a la bomba de combustible.
El piloto había ignorado las advertencias del control de tráfico aéreo sobre la altura y velocidad del avión cuando se acercaba para aterrizar. A las 2:30 p. m., la hora de aterrizaje especulada, el avión estaba a quince millas náuticas de Karachi, en Makli, volando a una altitud de 10 000 pies sobre el suelo en lugar de 7000 pies, cuando el control de tráfico aéreo emitió su primera advertencia al piloto para bajar la altitud del avión. En lugar de bajar la altitud del avión, el piloto respondió diciendo que estaba satisfecho. Cuando solo quedaban diez millas náuticas hasta el aeropuerto de Karachi, el avión estaba a una altitud de 7000 pies en lugar de 3000 pies. El control de tráfico aéreo emitió una segunda advertencia al piloto para que bajara la altitud del avión. El piloto respondió nuevamente diciendo que estaba satisfecho y que manejaría la situación, diciendo que estaba listo para aterrizar.
En un informe que se publicó el 22 de junio de 2020, se informó que tanto el controlador de tráfico aéreo de servicio como las acciones de la tripulación de vuelo fueron factores contribuyentes que finalmente culminaron en el accidente. En el informe, el capitán fue citado como «sobreconfiado».
El 24 de junio se publicó un informe preliminar de catorce páginas sobre el accidente. Los extractos de la grabadora de voz de la cabina sugieren que los pilotos estaban ocupados en una conversación no operativa sobre la pandemia de COVID-19.
El avión estaba a una altitud de 9.800 en el punto de navegación MAKLI, mientras que se esperaba que estuviera a 3.000 pies. Los pilotos desconectaron el piloto automático y cambiaron al modo «abrir descenso», en un esfuerzo por capturar la trayectoria de planeo ILS. La aeronave logró momentáneamente velocidades de descenso de más de -7000fpm. El tren de aterrizaje se extendió a una altitud de 7200 pies, mientras que el avión estaba a 10 millas náuticas de distancia, pero el tren de aterrizaje se retrajo inexplicablemente cuando llegó a 5 millas náuticas de la pista. Finalmente intentó aterrizar sin el tren de aterrizaje extendido.
Antes del primer intento de aterrizaje (de acuerdo con el CVR y el FDR), sonaron múltiples alertas, incluida la advertencia de exceso de velocidad y de marcha insegura, así como el sistema de advertencia de proximidad al suelo (GPWS), sin embargo, la tripulación de vuelo las omitió o las ignoró. La razón por la cual la tripulación de vuelo ignoró estas advertencias aún no se ha determinado. Una de las cámaras de CCTV del aeropuerto grabó el primer intento de aterrizaje del avión y las capturas de pantalla de la grabación se utilizaron en el informe preliminar. La grabación muestra el avión aterrizando en la pista en sus motores con chispas resultantes de la fricción con el asfalto a alta velocidad.
Tras el intento de aterrizaje fallido en la pista del aeropuerto el avión volvió al aire para intentar aterrizar de nuevo, pero el rozamiento en la pista dañó los motores, al poco estos fallaron, el avión se quedó sin energía y cuando volvía a intentar un segundo intento de aterrizaje se estrelló a un kilómetro de distancia de la pista, en un barrio residencial.

## Consecuencias
El ministro de salud declaró el estado de emergencia para los hospitales de Karachi, mientras que el primer ministro Imran Khan ordenó que todos los recursos estuvieran disponibles en el lugar del accidente, al igual que el jefe de la Fuerza Aérea de Pakistán. Khan también anunció una investigación, mientras se informó que PIA cerró su sitio web.
Aunque no hubo informes tempranos de bajas, el presidente paksitaní, Arif Alvi, tuiteó sus condolencias «a las familias de los fallecidos»; también hubo, sin embargo, sobrevivientes reportados. Sin embargo, la BBC informó posteriormente que no había habido sobrevivientes a bordo, al igual que el alcalde de la ciudad, Wasim Akhtar. Se informó que un pasajero fue contactado por su familia después del accidente, informó Al Jazeera, mientras que las autoridades anunciaron más tarde que se habían encontrado al menos dos sobrevivientes.
Pakistán había permitido que se reanudaran los vuelos internacionales, después de la suspensión durante la pandemia de COVID-19, solo unos días antes, el 16 de mayo. El Ramadán también había terminado, y esto significaba que muchas personas viajaban para celebraciones con sus familias. La pandemia de coronavirus ya había estirado el sistema de salud paquistaní.
Los medios internacionales comentaron sobre el «registro de aviación militar y civil a cuadros de Pakistán».